# Rezerwat przyrody Nowa Morawa

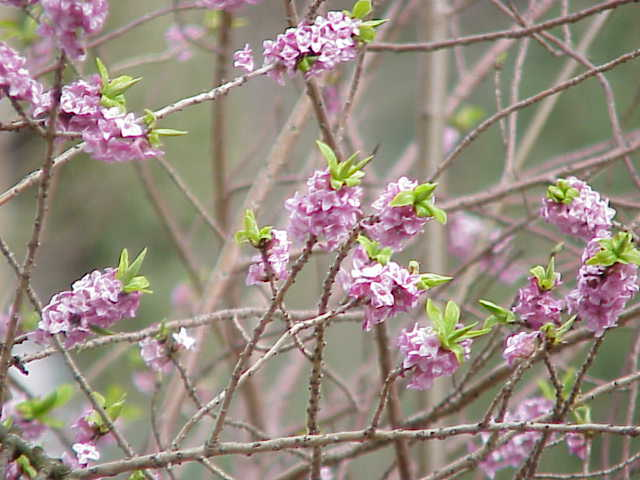
Wawrzynek wilczełyko – gatunek rośliny pod ochroną, występujący w rezerwacie

Rezerwat przyrody „Nowa Morawa” – leśny rezerwat przyrody, w południowo-zachodniej Polsce w Górach Bialskich, w Sudetach Wschodnich, województwo dolnośląskie.

## Położenie
Rezerwat, położony w Sudetach Wschodnich, w południowo-zachodniej części Gór Bialskich, na terenie Śnieżnickiego Parku Krajobrazowego, obszaru Natura 2000 PLH020016 Góry Bialskie i Grupa Śnieżnika SOO, na obszarze otaczającym wzniesienie Solec, w gminie Stronie Śląskie, około 2,5 km, na południowy wschód, powyżej wsi Nowa Morawa w oddziale leśnym 189 a, b i c (leśnictwo Nowa Morawa, Nadleśnictwo Lądek Zdrój).

## Charakterystyka
Jest to florystyczny rezerwat ścisły, położony w widłach potoków źródłowych Morawki, Prawej i Lewej Widełki, granicami obejmuje wierzchołek i zbocza wzniesienia Solca, na wysokości od 820 do 965 m n.p.m. Rezerwat został utworzony w 1971 roku, Zarządzeniem Ministra Leśnictwa i Przemysłu Drzewnego, Monitor Polski z 1971 r., nr 53, poz. 346. Ma powierzchnię 22,16 ha i utworzony został dla ochrony ciekawych i rzadkich gatunków chronionych oraz naturalnych zbiorowisk roślinnych, dla zachowania i ochrony lasu mieszanego ze stanowiskiem świerka sudeckiego (cennej, miejscowej odmiany świerka pospolitego) oraz fragmentu zespołu kwaśnej buczyny górskiej.
Obszar rezerwatu obejmuje najdzikszą w całych Sudetach partię Gór Bialskich, gdzie rosnący gęsty las zachował prawie pierwotny charakter Puszczy Sudeckiej. Obszar rezerwatu zasięgiem obejmuje najcenniejszą część kompleksu leśnego. Powierzchnię leśną rezerwatu, tworzy dolnoreglowy las świerkowy, zakwalifikowany do boru wysokogórskiego. Lasów tego typu zachowało się w Sudetach bardzo niewiele. Podłoże rezerwatu tworzą skały metamorficzne gnejsy i łupki łyszczykowe, z których zbudowane są Góry Bialskie.
Ochroną objęto szczytowy fragment wzniesienia, na którym występują stanowiska świerka sudeckiego i fragmenty naturalnego lasu mieszanego, bukowo-świerkowego, z udziałem jodły, świerka, buka i jawora.
Pomimo zniszczeń wywołanych katastrofą ekologiczną w Sudetach teren rezerwatu nadal stanowi wyjątkowe zbiorowisko flory i fauny. Występujący w rezerwacie świerk jest pochodzenia rodzimego. Charakteryzuje się bardzo dobrą jakością techniczną. Przeciętna pierśnica drzew wynosi 60 cm, wysokość 30 m, a wiek 140-200 lat. Został on uznany za wyłączony drzewostan nasienny (nr w KRLMP MP/2/40969/05), cenny dla procesu przebudowy okolicznego drzewostanu, w którym dominuje monokultura dawno wprowadzonego świerka obcego pochodzenia.

## Flora
Flora obszaru rezerwatu jest niezwykle bogata i interesująca. W podszycie z ciekawszych roślin występują:
- kwitnący wczesną wiosną wawrzynek wilczełyko,
- róża alpejska,
- marzanka wonna.

Licznie występujące porosty świadczą o małym zanieczyszczeniu powietrza. W wyższych partiach lasu i w miejscach wilgotnych występuje dzwonek szerokolistny, a wyżej szarota norweska.

Na terenie rezerwatu można spotkać świerki o tzw. szczudłowanym pokroju – drzewa wsparte są na korzeniach nad powierzchnią gruntu. Powstały one na skutek wzrostu sadzonek na starych pniakach, które z biegiem czasu całkowicie zmurszały, pozostawiając pod drzewem pustą przestrzeń.

## Fauna
Bogaty gatunkowo ekosystem rezerwatu oraz odosobnienie i utrudniony dostęp, stanowią ostoję dla zwierzyny.
- Z ssaków na terenie rezerwatu występują: jeleń, daniel, muflon, sarna, dzik, zając, lis, borsuk, kuna leśna.
- Z ptaków gnieździ się: głuszec, cietrzew, jastrząb, jarząbek, kruk, dzięcioły, drozd, zimorodek, a nad potokami żyją pluszcze.
- Z płazów występuje salamandra plamista.
- Z ryb występuje pstrąg potokowy i pstrąg źródlany.

## Historia
Kompleks leśny, na terenie którego położony jest rezerwat, w przeszłości stanowił dobra Marianny Orańskiej, a w okresie międzywojennym wchodził w skład prywatnego majątku ziemskiego. Przyrodnicze bogactwo tego rejonu dostrzeżono już w XIX wieku. Obecny teren rezerwatu należał do jednych z ulubionych miejsc księżnej Marianny, która ceniła jego dzikość i naturalność. Mając na uwadze ochronę tego dzikiego zakątka prowadziła planową gospodarkę leśną, co uchroniło znajdujące się w tym rejonie duże kompleksy leśne przed bezmyślnym wyrębem.
Po 1945 roku obszar przez kilka lat nie był objęty ochroną prawną. Rezerwat przyrody o nazwie „Nowa Morawa” formalnie został utworzony dopiero w 1971 roku, na obszarze 22,16 ha.

## Turystyka
Do rezerwatu nie prowadzą szlaki turystyczne. Do południowej granicy rezerwatu prowadzi droga leśna odchodząca na wschód od Drogi Morawskiej prowadzącej na Przełęcz Płoszczyna.